# Christina Schwanitz
Christina Schwanitz, född 24 december 1985 i Dresden, Östtyskland, är en tysk friidrottare som tävlar i kulstötning. Hon tog sitt första VM-guld utomhus vid världsmästerskapen i friidrott 2015 och har deltagit i olympiska sommarspelen fyra gånger, 2008, 2012, 2016 och 2020.
Vid olympiska sommarspelen 2020 i Tokyo gick Schwanitz inte vidare från kvalet i kulstötningen och slutade på 14:e plats.

### Fotnoter
1. ↑  IAAF - Athlete profile for Christina Schwanitz (engelska)
2. ↑  "IAAF WORLD CHAMPIONSHIPS BEIJING 2015 - SHOT PUT WOMEN". Arkiverad 20 september 2015 hämtat från the Wayback Machine. Läst 22 augusti 2015. (engelska)
3. ↑  "Christina Schwanitz Bio, Stats, and results - Olympics at Sports-reference.com". Arkiverad 1 augusti 2015 hämtat från the Wayback Machine. Läst 11 oktober 2019. (engelska)
4. ↑  ”Athletics – Women's Shot Put – Qualification” (PDF). olympics.com. Arkiverad från originalet den 30 juli 2021. https://web.archive.org/web/20210730224134/https://olympics.com/tokyo-2020/olympic-games/resOG2020-/pdf/OG2020-/ATH/OG2020-_ATH_C74B_ATHWSHOTPUT-----------QUAL--------.pdf. Läst 14 september 2021.